# Privat Banen Sønderjylland
Privat Banen Sønderjylland ApS (PBS) war eine dänische Eisenbahngesellschaft.

## Geschichte

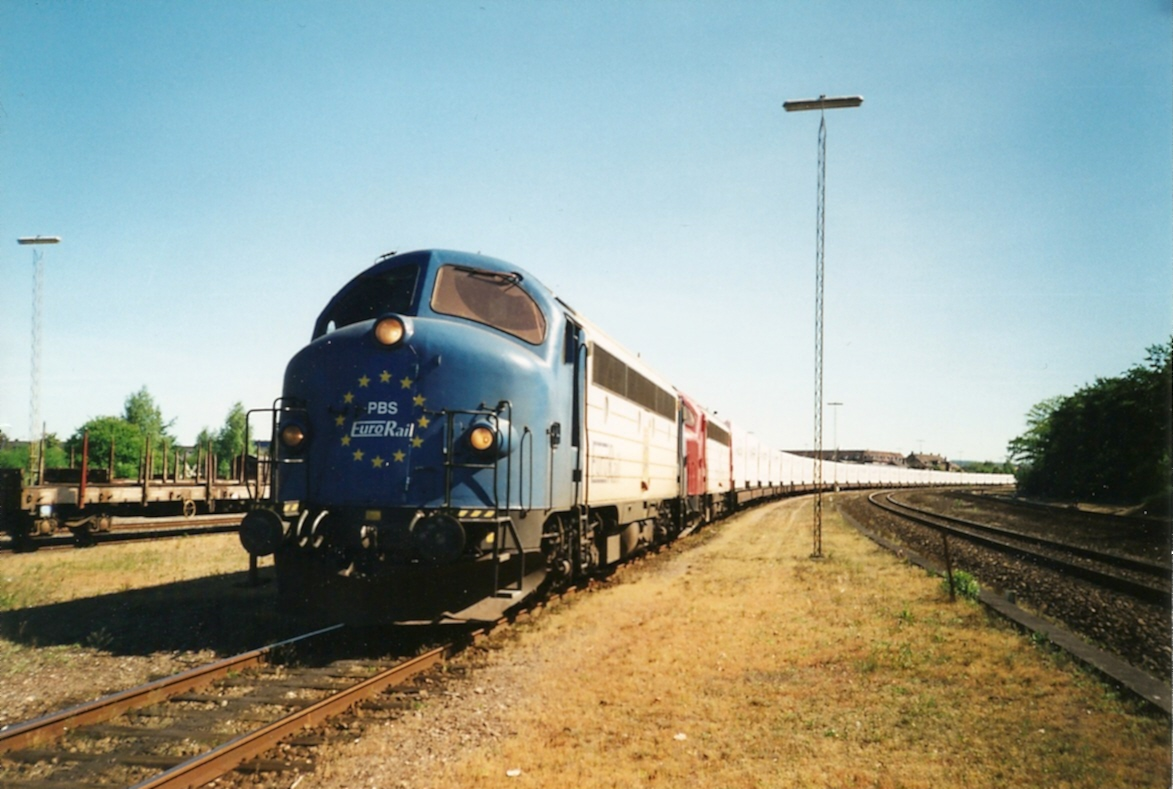
MY 1110 und MY 1122 in Horsens (Sommer 2000)

Privat Banen Sønderjylland wurde am 5. April 1997 gegründet. Die Gesellschaft war die erste „neue“ Privatbahn in Dänemark, die Gründung erfolgte als Reaktion auf die Entscheidung der Danske Statsbaner, den Güterverkehr in Sønderjylland zu reduzieren.
Das Betriebswerk der Gesellschaft war in Tønder. Für ihre Aufgaben beschaffte sich das Unternehmen nach langen Verhandlungen mit DSB sechs DSB MY in mehr oder weniger betriebsfähigem Zustand. Durch die Zusammenarbeit mit der NVAG (Nordfriesische Verkehrsbetriebe AG) wurde der erste Güterzug von Tønder nach Niebüll in Deutschland mit NVAG-Lokomotiven gefahren. Am 16. Oktober 1997 fuhr PBS den ersten Zug mit einer eigenen Lokomotive, der MY 1122.
Die Gesellschaft übernahm den Güterverkehr auf der Bahnstrecke Bramming–Tønder, dem Streckenabschnitt Bramming–Esbjerg der Bahnstrecke Lunderskov–Esbjerg und dem noch existierenden Reststück der Diagonalbanen zwischen Bramming und Grindsted. Auf letzterer Strecke fuhr der erste Zug am 26. März 1998 mit Kesselwagen für Danisco. Von 13. April 1998 bis 1999 war Privatbanen Sønderjylland zudem für den Restgüterverkehr auf der Himmerlandsbanerne nach Løgstør im Einsatz. Auf dieser Strecke führte die mangelnde Instandsetzung durch Banedanmark mehrfach zu starken Behinderungen.
Unter der Führung von Direktor Robin Roost wurden viele Hindernisse mit den Behörden und den alten Eisenbahngesellschaften während des Übergangs zu einem liberalisierten Eisenbahnmarkt in Dänemark überwunden.

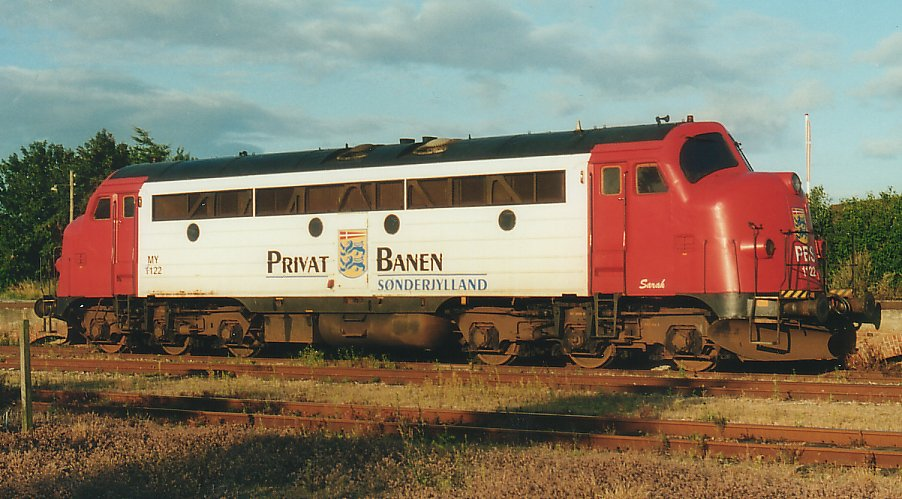
Ehemalige DSB MY 1122 in Tønder

Der Gesellschaft war zudem der Güterverkehr über die von Banedanmark instandzusetzenden Bahnstrecke Tønder–Tinglev und weiter über die Bahnstrecke Sønderborg–Tinglev bis Sønderborg sowie der Gelegenheitsverkehr nach Åbenrå und Haderslev zugesagt worden. Die Instandsetzung der Strecke unterblieb jedoch.
1999 schloss PBS einen Vertrag mit Norsk Hydro über die Beförderung von jährlich 45.000 Tonnen mit Aluminium-Zügen vom Hafen in Grenaa nach Tønder. Im gleichen Jahr übernahm die Gesellschaft die Beförderung von neuen Containern von Maersk von deren Containerfabrik in Tinglev zum Hafen in Aarhus.
PBS hatte 1999 nur drei einsatzfähige Lokomotiven: MY 1122, MY 1124 und MY 1132. Zusätzlich wurde MX 42 von Østbanen angemietet, bis die eigene MY 1110 im September 1999 in Betrieb genommen werden konnte.
2000 gab PBS in einer Pressemitteilung bekannt, dass die Gesellschaft einen großen Auftrag, den Transitverkehr zwischen Padborg und Malmö gewonnen habe. PBS hatte jedoch nicht genügend Lokomotiven für die Beförderung der Züge und gab im September diese Pläne auf. Im Oktober hatte die Gesellschaft bereits ein negatives Eigenkapital in Höhe von rund 5 Millionen Kronen. Mit Tønder Bank wurde ein Finanzierungsplan zur Rettung des Unternehmens versucht, der jedoch misslang.
Das Unternehmen stellte seine Aktivitäten wegen der Konkursanmeldung am 27. März 2001 ein. Die neue private Bahngesellschaft Traxion übernahm einen Teil der Vermögenswerte und Beförderungsleistungen.